# مونتیفنو
مونتیفنو (به لاتین: Montifeno) یک منطقهٔ مسکونی در ماداگاسکار است که در بخش بتیوکی-آتسیمو واقع شده‌است. مونتیفنو ۱٬۰۰۰ نفر جمعیت دارد و ۲۳۶ متر بالاتر از سطح دریا واقع شده‌است.